# Nikolaj Pokrovski

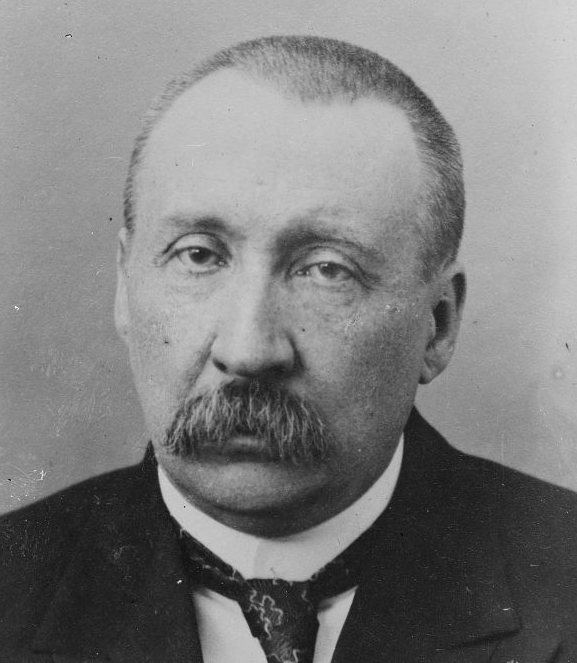
Nikolaj Pokrovski

Nikolaj Nikolajevistj Pokrovski (Russisch: Николай Николаевич Покровский) (Sint-Petersburg, 27 januari 1865 – Kaunas, 12 december 1930) was een Russisch politicus.

## Levensloop

### Opleiding en vroege carrière
Nikolaj Pokrovski studeerde rechten aan de Staatsuniversiteit van Moskou en de Staatsuniversiteit van Sint-Petersburg. In 1888 provomeerde hij tot doctor in de rechten. In 1889 trad hij in staatsdienst en werkte vele jaren op het ministerie van Financiën. In 1893 trad hij toe de kanselarij van de minister van 1902 tot 1903 was hij vicevoorzitter, daarna van 1904 tot 1906, voorzitter van het Departement Belastingen van het Ministerie van Financiën.
Nikolaj Pokrovski werd op 9 juli 1906 benoemd tot onderminister van Financiën en bleef dit tot 27 juni 1914. Als onderminister trad hij vooral op als toezichthouder van het Departement Belastingen. In 1913 werd hij geheimraad des keizers (hoogste functie binnen de Rangentabel). Van 1 augustus 1914 tot 25 januari 1916 was hij lid van de Staatsraad. Van januari tot november 1916 diende hij als staatsinspecteur.

### Minister van Buitenlandse Zaken
Nikolaj Pokrovski, die gold als pro-Entente, werd op 30 november 1916 benoemd tot minister van Buitenlandse Zaken. Hij was de opvolger van incapabele Boris Stürmer, die doorging voor pro-Duits. Pokrovski was de laatste minister van Buitenlandse Zaken van het tsarenrijk. Hij meldde de Staatsdoema, het parlement, dat Rusland krachtens het verdrag met Groot-Brittannië en Frankrijk (later ook getekend door Italië), bij een overwinning van Entente mogendheden, Constantinopel (Istanboel) en de Zwarte Zeestraten zou annexeren. Hij zei ook dat Rusland nooit een afzonderlijke vrede met Duitsland zou sluiten. Deze uitspraak ontlokte een groot applaus onder de doemaleden.
Tijdens de drie maanden dat hij keizerlijk minister van Buitenlandse Zaken was, lag hij vaak overhoop met de reactionaire minister van Binnenlandse Zaken Alexander Protopopov. Drie keer dreigde Pokrovski, als gevolg van de meningsverschillen met Protopopov, met ontslag. Tijdens zijn ministerschap stelde hij voor om de (economische) banden met de Verenigde Staten van Amerika aan te halen. Hij hoopte Amerikaans kapitaal aan te trekken en bereidde een de zending van een speciale commissie voor economische en financiële zaken naar de VS voor. In januari 1917 was hij bezig met het opstellen van een document waarin hij zijn beleid inzake de verbetering van de betrekkingen met VS toelichtte en verdedigde, omdat hij er van uitging dat de Amerikaanse deelname aan de Eerste Wereldoorlog doorslaggevend zal zijn. Op 21 februari 1917 zond hij een nota aan tsaar Nicolaas II waarin hij de eindoverwinning op Duitsland zeker noemde en hij vroeg de tsaar toestemming een operatie voor te bereiden betreffende bezetting van Constantinopel.
Tijdens een zitting van de Raad van Ministers op 25 februari 1917 stelde hij het ontslag van het kabinet voor en de vorming van een regering die de vertrouwen van het volk genoot. Pokrovski werd naar de Staatsdoema gestuurd om deze zaak te bespreken met de leiders van het Progressieve Blok, de grootste oppositiebeweging. De gesprekken van de zijde van het Blok werden geleid door Vasili Maklakov. Op 26 februari meldde Pokrovski tijdens een zitting van de Raad van Ministerraad in het Mariinski Paleis dat het Progressieve Blok achter zijn voorstellen stond. Uiteindelijk bood het kabinet zijn ontslag niet aan.

### Carrière na de Februarirevolutie
De Februarirevolutie (maart 1917) bracht het keizerlijk regime ten val en Pokrovski werd als minister van Buitenlandse Zaken opgevolgd door Pavel Miljoekov, de voorzitter van de liberale Kadettenpartij. Na de Februarirevolutie werd Pokrovski benoemd tot voorzitter van het Assisterend Russisch-Amerikaans Comité voor de Verbetering van Wederzijde Economische Betrekkingen. Na de Oktoberrevolutie vestigde Pokrovski zich in Litouwen. Hij was hoogleraar aan de Universiteit van Kaunas.
Nikolaj Pokrovski overleed op 75-jarige leeftijd.